# Hebecephalus sagittatus
Hebecephalus sagittatus är en insektsart som beskrevs av Beamer och Leonard D. Tuthill 1935. Hebecephalus sagittatus ingår i släktet Hebecephalus och familjen dvärgstritar. Inga underarter finns listade i Catalogue of Life.